# 스피라 스피카
스피라 스피카(スピラ・スピカ, Spira Spica)는 일본 나라현 출신의 SACRA MUSIC 소속 팝 록 밴드이다. 밴드는 2013년 스노맨(Snowman)이라는 이름으로 활동을 시작했으며 일본 전역의 다양한 음악 공연장에서 공연하고 여러 개의 독립 싱글과 앨범을 발표했다. 이들은 2018년에 현재의 이름으로 바뀌었고, 그해 말에 애니메이션 TV 시리즈 건담 빌드 다이버즈의 두 번째 엔딩 테마로 사용된 타이틀 곡인 싱글 "Start Dash"를 발매하면서 SACRA MUSIC에서 메이저 데뷔했다.

## 구성원
- 미키하 (보컬)
- 테라니지 유지 (기타)
- 마스다(베이스)